# Antoine Hainaut
Pour les articles homonymes, voir Hainaut.
Antoine Hainaut, né le 18 février 2002 à Sainte-Catherine, est un footballeur français qui joue au poste de milieu de terrain au Venise FC.

## Biographie

### Carrière en club
Né à Sainte-Catherine, près d'Arras, Antoine Hainaut fait ses premiers pas à l'AS Loison. Puis, Hainaut rejoint le RC Lens où il est formé, mais commence ensuite sa carrière senior avec l'US Boulogne en championnat national. Malgré les difficultés sportives du club de troisième division, il s'illustre comme un des joueurs les plus en vue du championnat 2021-2022.
En janvier 2022, il est transféré au Parma Calcio en Championnat d'Italie de deuxième division, terminant cependant la saison en prêt avec le club de Boulogne-sur-Mer,,.
Hainaut est ensuite sacré champion d'Italie de deuxième division lors de la saison 2023-24,,.

## Palmarès
Parma Calcio
- Championnat d'Italie de deuxième division
  - Champion en 2023-24